# Яунбуве
Яунбуве (латис. Jaunbūve) ― найбільший за населенням район міста Даугавпілс (Латвія), один з історичних районів міста. Населення району становить понад 25 тисяч осіб (на 2013 рік).

## Історія
Виник у середині ХІХ століття, коли почали забудовувати будинками на третій версті Петербурзько-Ковенське шосе від гребеня пагорбів над центром міста і в напрямку Строп. Шосе, що йде до міста, згодом назвали вулицею Шосейною. Поступово склалася мережа вулиць, будувалися заводи і підприємства, збудовано храми (Гарнізонна церква спочатку з 1866 року («Залізна церква»), пізніше з 1905 року ― Св. Бориса і Гліба; лютеранська кірха Мартіна Лютера, католицький костел Діви Марії та старообрядницька молитовна Св. Миколая; Успенська одновірницька церква). Дроболиварний завод по Варшавській вулиці, Шкірзавод тощо. У 80-х роках XIX століття побудовано пожежну частину для цього району по Шосейній вулиці. Здебільшого дерев'яна забудова, але по Шосейній вулиці (а також в інших частинах району) згідно з приписом будувалися кам'яні будівлі.
Район постраждав у роки війни 1941—1944 років, пожежі 41 і 44 років знищили багато будівель і на знімках ми бачимо тільки стіни кам'яних будівель. Згоріла вежа і дах кірхи в червні 41 року. Район завершувався нинішньою вулицею Валкас (кол. Невельська) /з 24 року/. На ній була бойня, водонапірна вежа /підірвана 1976 року/. Єврейський цвинтар до озера Губище. Перейменування вулиць у 24 році, у 40. Вулицею 18 листопада (колишня Червоноармійська, Шосейна) проходить міський трамвай: від перехрестя з вулицею Валкас прямо, на Стропи, йде № 3, а наліво, на Хімію, № 1 і 2. У протилежному напрямку маршрути прямують у центр № 1, на Первомайку № 2 і в Фортецю № 3.